# Oruza pallicostata
Oruza pallicostata là một loài bướm đêm trong họ Erebidae.